# Manfred Björkquist
Manfred Björkquist, född 22 juni 1884 i Norrgissjö i Gideå församling, död 23 november 1985 i Sigtuna, var en svensk lekman och senare svensk präst och biskop i Stockholms stift 1942–1954. Han var extra ordinarie hovpredikant 1943. 

## Biografi
Björkquist studerade semitiska språk, filosofi och pedagogik vid Uppsala universitet, och blev filosofie licentiat 1909. År 1908 blev han ordförande i Uppsala Kristliga Studentförbund och hade, tillsammans med sedermera ärkebiskop Nathan Söderblom, sedermera biskop Einar Billing och biskop J.A. Eklund, ett starkt inflytande på förbundet – en inriktning som kallats den nya Uppsalateologin. Ur denna formades tidigt Ungkyrkorörelsen, som bland annat genomförde "studentkorståg" 1909–1911 där Björkquist deltog aktivt och utformade dess nationalistiska program med slagordet: "Sveriges folk – ett Guds folk". Hans namn är därmed förknippat med folkkyrkotanken. Trots dessa uppenbara nationalistiska drag, var Björkquist ledamot av kristliga studenters världsförbunds styrelse 1924–1926 och medlem av dess verkställande råd. Senare blev han medlem av den ekumeniska rörelsens allmänna råd och i den svenska ekumeniska nämnden. Han grundade tillsammans med riksdagsmannen Carl Jonas Öberg Hampnäs folkhögskola, Norra Ångermanlands folkhögskola och var dess första rektor 1910–1913.
Björkquist gjorde sig bemärkt i vida kretsar genom att (tillsammans med Per Stolpe) i januari 1912 ta initiativet till en nationalinsamling till förmån för sjöförsvaret, vilket skedde i anslutning till att den nytillträdda liberala regeringen Staaff gick emot riksdagens beslut och vägrade låta bygga en F-båt. Några dagar senare bildades försvarsvänliga Svenska pansarbåtsföreningen i syfte att samla ihop pengar till en F-båt, och denna förening fick efter några månader ihop 17 miljoner kronor. Björkquists insamling, som resulterade i 363 000 kronor, hade det uttalade syftet att samla pengar till sjöförsvaret, och fick med tiden regeringens gillande, till skillnad från Svenska pansarbåtsföreningen som motarbetades öppet av statsminister Karl Staaff. Eftersom Björkquists insamling kommit så långt efter nationalinsamlingen, beslutade man sig för att lägga ned insamlingen och istället skänka summan som grundplåt till ett svenskt flygvapen.

### Lekman i Svenska kyrkan
Fram till 58 års ålder var Björkquist en av Svenska kyrkans lekmän ”par préférence” - trots att han ställts på biskopsförslag redan efter Einar Billing i Västerås 1939 skulle han istället agera i Svenska kyrkan som lekman och inte präst och sätta särskild stolthet att kunna utöva denna påverkan på detta sätt.
Bland annat gjorde han en rätt ouppmärksammad insats i det tongivande organet Svenska kyrkans diakonistyrelse tillkommen 1910. I dess styrelse var han suppleant från 1915, ordinarie ledamot från 1926. Han var dess vice ordförande från 1936 och därigenom också formellt en av Svenska kyrkans mest inflytelserika lekmän. I Diakonistyrelsens församlingsvårdsutskott var han ledamot 1915–1923 och ordförande 1930–1937.

### Sigtunastiftelsen
År 1917 var Björkquist ledande i bildandet av Sigtunastiftelsen med dess folkhögskola, läroverk (Sigtunastiftelsens Humanistiska Läroverk) och många andra religiösa organisationer som utgått därifrån. Han var rektor där 1917–1942. 1919 var han en av initiativtagarna till bildandet av Kyrkobröderna, och 1937 till Förbundet för Kristen humanism. 1939 tog han initiativet till bildandet av Det nordiska ekumeniska institutionen i Sigtuna.
1909–1926 var Björkquist redaktör för Ungkyrkorörelsens tidskrift Vår lösen. 1936 blev han ledamot av Radionämnden. Under 1950-talet hade han ofta morgonandakterna i Sveriges Radio.

### Biskop i Stockholms stift
Den 29 november 1942 vigdes Björkquist som den förste biskopen i Stockholms stift. Stiftet hade bildats den 1 juli 1942 och följande dag samlades prästkollegiet och omröstning visade att de tre främsta kandidaterna till biskopsämbetet var biskoparna Ysander, Andræ och Aulén. När till detta lades domkapitlets röster visade det sig att Björkquist hade samma röstetal som Aulén. Då användes lottdragning som utföll till Björkquists fördel. Den 6 augusti blev också Björkquist utnämnd till biskop av regeringen, trots att han saknade teologisk examen och aldrig verkat som präst. Den 6 oktober vigdes han till präst i Sankta Maria kyrka, Sigtuna.
Biskopsämbetet innehade han till 1954. Han blev teologie hedersdoktor vid Lunds universitet 1923 och i Berlin 1932. År 1912 hade han blivit hedersledamot av Örlogsmannasällskapet.

### Familj
Manfred Björkquist var son till kontraktsprosten Jonas Erik Björkquist och Clementine Aurén. 
Han var gift med Ruth Kjellén och var alltså svärson till Rudolf Kjellén. Hans bror Lennart Björkquist var landsantikvarie i Jämtlands län, chef för friluftsmuseet Jamtli samt föreståndare för Östersunds arbetarinstitut. En annan av hans bröder, Curt Björkquist, var pingstvän och en av Lewi Pethrus närmaste medarbetare inom förlags- och tidningsområdet. Makarna Björkquist är begravda på Sigtuna kyrkogård.

### Webbkällor
- Åkesson, B.: Manfred Björkquist i Svenskt biografiskt lexikon (1924), Band 4 sida 603
- Manfred Björkquist i Vem är det: Svensk biografisk handbok 1977,  P.A. Norstedt & Söners förlag (Sthlm 1977)
- Sigtunastiftelsens historia från sigtunastiftelsen.se